# Danu (groupe)
Pour les articles homonymes, voir Danu.
Danú est un groupe de musique traditionnelle irlandaise.
Les membres du groupe se rencontrèrent en 1994, à Waterford dans le sud-est de l'Irlande. Après leur prestation au Festival interceltique de Lorient en 1995, les membres, qui jusque-là menaient des activités musicales séparées, décident de se constituer en un groupe musical.
Le groupe est très attaché à ses racines traditionnelles, mais n'hésite pas à innover dans ses arrangements dont les critiques apprécient l'énergie et l'empathie. Le second album du groupe, Think Before You Think (2000), fut élu Best Overall Traditional Act (meilleure performance traditionnelle) par le magazine dublinois Irish Music. Danú a également été élu deux fois Best Traditional Group (meilleur groupe traditionnel) par le BBC Radio 2 Folk Awards, en 2001 et 2004, ce qui constitue un record. Son interprétation de Co. Down (écrit par Tommy Sands) remporta le Best Traditional Song (meilleur chant traditionnel) dans la même compétition en 2004.

## Membres
Muireann Nic AmhloibhVocaliste principale, elle joue également du tin whistle et de la flûte irlandaise avec le groupe. Elle chante en anglais et en irlandais, dans une palette de chants variant du style folk au traditionnel sean-nós. Elle remplace Ciarán O Gealbháin, un ténor qui quitta le groupe pour parfaire sa formation, lui-même ayant remplacé Cárthach MacCraith, qui tenait le rôle à la création de Danú.
Tom DoorleyJoueur de flûte, et souvent porte-parole du groupe, il a également à son actif des participations en public avec Men at Work ou sur leur CD de référence Down Under. C'est un conteur renommé et il exerce le métier de professeur.
Dónal ClancyGuitariste du groupe, il est un des membres fondateurs. Après plusieurs années avec le groupe Solas ou avec son père Liam Clancy (du groupe Clancy Brothers & Tommy Makem), il retrouve Danú. Durant son absence, il est remplacé par Noel Ryan.
Oisin Mc AuleyAncien membre du groupe de musique traditionnelle Stockton's Wing, il joue du violon à quatre et cinq cordes avec Danú. Il a enregistré un album solo de fiddle. Il a été précédé dans le groupe par les violonistes Jesse Smith et Daire Bracken.
Éamon DoorleyIl joue du bouzouki et du fiddle. Sa formation de violoniste a fortement influencé son jeu au bouzouki, en particulier dans les contrechants.
Donnchadh GoughIl joue du bodhrán et des uilleann pipes pour Danú.
Benny McCarthyJoueur d'accordéon à boutons, il a remporté l'Oireachtas Competition en 1994 sur mélodéon et accordéon.

## Discographie
- Danú (1997)
- Think Before You Think (2000)
- All Things Considered (2002)
- The Road Less Travelled (2003)
- Up In The Air (2004)
- When All Is Said and Done (2005)
- One Night Stand (Danú DVD) (2005)
- Dual (2008 - Éamon Doorley et Muireann Nic Amhlaoibh, en compagnie de Julie Fowlis et Ross Martin)
- Seanchas (2010)
- Buan (2015)
- Ten Thousand Miles (2018)